# Mariano Aguerre

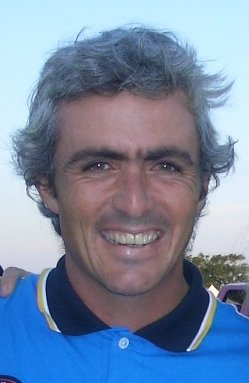
Mariano Aguerre (2011)

Mariano Aguerre (* 25. Mai 1969 in Pilar, Provinz Buenos Aires) ist ein argentinischer Polospieler, der ein Handicap von 10 in Argentinien erreichte und damit zur Weltspitze gehört.

## Leben
Mariano Aguerre spielte zusammen mit Gonzalo Pieres (Senior) im Ellerstina Polo Team, mit dem er 1994 die Triple Corona (Tortugas Open, Hurlingham Open und Argentine Open) gewann. Aber seine internationale Karriere als professioneller Spieler startete schon viel früher, als er 1987 den USPA Gold Cup im "White Birch" Team von Peter Brant gewann. Sieben weitere USPA Gold Cups folgten, andere wichtige Turniersiege waren u. a. der Sotogrande Gold Cup und der C. V. Whitney Cup. Er gewann zwei Mal die US Open, 2005 mit White Birch und 2014 mit Alegria. Er spielt hauptsächlich in Argentinien und in den USA.
Bis 2010 nahm er insgesamt 17-mal am Campeonato Argentino Abierto de Polo teil, gewann achtmal und stand weitere dreimal im Finale.
In Argentinien war er bis Ende 2009 Kapitän des La Dolfina Polo Team, wo er üblicherweise auf der Position 3 spielte.
Aguerre ist mit Tatiana Pieres, Tochter von Gonzalo Pieres (Senior), verheiratet. Er hat drei Töchter, Sophie, Lola und Carmen, sowie einen Sohn (Antonio). Neben seinen Erfolgen als Polospieler hat er sich auch einen Namen als Pferdezüchter gemacht. In seiner Pferdezuchtstation in den USA wurde am 22. April 2010 das erste geklonte Polopferd der Welt geboren.